# Last Promise
《Last Promise》是日本歌手山崎惠理第3張单曲，由ZERO-A／日本古倫美亞於2019年2月27日發售。

## 概要
單曲《Last Promise》收錄了電視動畫《約會大作戰III》片尾曲〈Last Promise〉，通常盤封面繪有動畫角色鳶一折紙。單曲在Oricon公信榜最高達24位。
歌曲〈Last Promise〉的歌詞與旋律能讓人瞬間感受到內在力量，留下深刻印象，既有速度感，又有轉瞬即逝的壯麗氛圍，導演形容其為「山崎惠理史上最壯大的歌曲」。歌曲在動畫播出前錄製，歌手在解讀歌詞與演唱時有遇到困難。歌手在采訪中表示歌曲的「主人公處於想接近某人，表達自身心情，卻無法做到的狀況。於是將這種故作平常而逞強，其實只是沒辦法而接受的感覺唱進歌中」，「為讓副歌感情高漲而加入心情起伏，感覺不錯。但這種心情難以言表……」，「今後也會在歌唱時與這首歌一同成長，在某時能作出真正的『回答』，是這樣重要的歌曲」。動畫片尾曲版本收錄於動畫原聲帶。
〈Last Promise〉的音樂錄影帶（MV）以魔術光夕陽與夜景的海邊，以及晴天的森林與草原為背景。公開於YouTube的縮短版本與收錄於初回限定盤的完整版本具有不同印象，歌手在網誌表示歌曲「主題是面對不安的主人公。其表情在後半部分也會逐漸變化，請一定要看，我會很高興的」。
單曲的B面曲〈Shiny Sunny Sunday〉有充滿希望的歌詞與輕快聲音，是令人心情愉悅的合成器流行歌曲，歌手在網誌表示自己「在想著聽眾能以爽快心情迎接週日就好的同時唱出這首歌」，還表示歌曲是「有閃爍旋律的可愛歌曲，唱的時候有意識到這是角色歌曲。歌詞中有許多女孩子喜歡的東西，我也感到興奮與可愛」。

## 收錄曲目
| CD       | CD                                | CD       | CD       | CD       | CD    |
| 曲序     | 曲目                              |          | 作曲     | 編曲     | 时长  |
| -------- | --------------------------------- | -------- | -------- | -------- | ----- |
| 1.       | Last Promise                      | 大橋莉子 | 大橋莉子 | hisakuni | 3:52  |
| 2.       | Shiny Sunny Sunday                | 磯谷佳江 | 小野貴光 | 玉木千尋 | 4:28  |
| 3.       | Last Promise (Instrumental)       |          |          |          | 3:52  |
| 4.       | Shiny Sunny Sunday (Instrumental) |          |          |          | 4:26  |
| 总时长： | 总时长：                          | 总时长： | 总时长： | 总时长： | 16:38 |

| DVD（初回限定盤） | DVD（初回限定盤）             | DVD（初回限定盤） |
| 曲序              | 曲目                          | 时长              |
| ----------------- | ----------------------------- | ----------------- |
| 1.                | Last Promise (音樂錄影帶)（） | 3:59              |
| 2.                | Last Promise (MV製作映像)（） | 8:08              |
| 总时长：          | 总时长：                      | 12:07             |